# Mycetophila nigrofusca
Mycetophila nigrofusca är en tvåvingeart som beskrevs av Dziedzicki 1884. Mycetophila nigrofusca ingår i släktet Mycetophila och familjen svampmyggor. Enligt den finländska rödlistan är arten sårbar i Finland. Arten är reproducerande i Sverige. Artens livsmiljö är naturlundskogar. Inga underarter finns listade i Catalogue of Life.